# Europese kampioenschappen judo 1979 (mannen)
De Europese kampioenschappen judo 1979 werden van 24 tot en met 27 mei 1979 gehouden in Brussel, België. 

## Resultaten
| Gewichtsklasse | Goud                | Zilver              | Brons                                  |
| -------------- | ------------------- | ------------------- | -------------------------------------- |
| – 60 kg        | Felice Mariani      | Helmut Grobelin     | Josef Reiter Arambi Jemizj             |
| – 65 kg        | Nikolaj Solodoechin | James Rohleder      | Yves Delvingt Nicolae Vlad             |
| – 71 kg        | Neil Adams          | Ezio Gamba          | Günter Krüger Jevgeni Babanov          |
| – 78 kg        | Harald Heinke       | Sjota Chabareli     | Adam Adamczyk Mihalache Toma           |
| – 86 kg        | Jürg Röthlisberger  | Slavko Obadov       | Detlef Ultsch Endre Kiss               |
| – 95 kg        | Tengiz Choeboeloeri | Robert Van de Walle | Günther Neureuther Robert Köstenberger |
| + 95 kg        | Jean-Luc Rougé      | Vitali Koeznetsov   | Peter Adelaar Imre Varga               |
| Open           | Aleksej Tjoerin     | Angelo Parisi       | Paul Radburn Robert Van de Walle       |

## Medailleklassement
| Plaats | Land                           | Goud | Zilver | Brons | Totaal |
| 1      | Sovjet-Unie                    | 3    | 2      | 2     | 7      |
| 2      | Frankrijk                      | 1    | 1      | 1     | 3      |
| 3      | Italië                         | 1    | 1      | –     | 2      |
| 4      | Duitse Democratische Republiek | 1    | –      | 2     | 3      |
| 5      | Verenigd Koninkrijk            | 1    | –      | 1     | 2      |
| 6      | Zwitserland                    | 1    | –      | –     | 1      |
| 7      | Bondsrepubliek Duitsland       | –    | 2      | 1     | 3      |
| 8      | België                         | –    | 1      | 1     | 2      |
| 9      | Joegoslavië                    | –    | 1      | –     | 1      |
| 10     | Oostenrijk                     | –    | –      | 2     | 2      |
| 10     | Roemenië                       | –    | –      | 2     | 2      |
| 10     | Hongarije                      | –    | –      | 2     | 2      |
| 13     | Polen                          | –    | –      | 1     | 1      |
| 13     | Nederland                      | –    | –      | 1     | 1      |
|        | Totaal                         | 8    | 8      | 16    | 32     |